# Gabbla
Gabbla es una película del año 2009.

## Sinopsis
A pesar de vivir casi totalmente recluido, lejos del mundanal ruido, Malek, un topógrafo de unos cuarenta años, acepta ir a trabajar al oeste de Argelia. Una empresa de Orán le encarga el trazado de una nueva línea eléctrica que abastecerá las aldeas de los montes del Ouarsenis, un enclave que vivió bajo el terror islamista radical hasta hace apenas unos diez años. Después de varias horas de carretera, Malek llega al campamento base. Mientras intenta poner algo de orden, descubre a una joven escondida en un rincón…

## Premios
- Festival de Venecia 2008